# بريجيت غابرييل
بريجيت غابرييل (بالإنجليزية: Brigitte Gabriel، ولدت باسم حنان قهوجي، 21 أكتوبر 1964) هي صحفية أمريكية، وكاتبة، ومحاضرة سياسية، وناشطة معادية للإسلام.
ولدت بريجيت غابرييل أو حنان قهوجي في قضاء مرجعيون بلبنان لأسرة مسيحية مارونية، وقد انتقلت إلى إسرائيل قبل هجرتها في عام 1989 إلى الولايات المتحدة. وهي مؤسسة لمنظمتين سياسيتين غير ربحيتين،"ACT! for America"، و"the American Congress For Truth"، وقد وصفت منظمة !ACT بحسب صحيفة الجارديان على نطاق واسع بأنها مناهضة للإسلام. وقال الباحث الكبير حسين ايبش أن «أجندتها هي كراهية محضة خالصة»، وأن لديها «كراهية مرضية للمسلمين والعرب الآخرين».

## المسيرة المهنية

### آكت فور أميركا
منظمة المعادية للمسلمين في الولايات المتحدة أسّستها بريجيت غابرييل، تدعو بشكل ثابت على فرض رقابة صارمة على المساجد والمراكز الإسلامية، وتشجيع التشريعات التي تحظر الشريعة الإسلامية. وقد صنّفها مركز القانون الجنوبي للفقر "إس بي إل سي" (SPLC) ضمن "جماعات الكراهية" بسبب خطابها التحريضي. وصفت منظمة (بالإنجليزية: ACT! for America) من قبل صحيفة "نيويورك تايمز" بأنها تنمتي «لثلاثة تيارات دينية وحزبية في السياسة الأمريكية: المسيحيون الإنجيليون المحافظون المتشددون، المدافعون عن إسرائيل (اليهود والنصارى) وحزب الشاي من الجمهوريين» ووصفت بأنها معادية للإسلام. وفقا لصحيفة واشنطن بوست، «وصفت المنظمة أن» أول إنجاز«لها هو حملتها عام 2008 لإغلاق مدرسة إسلامية بمينيسوتا.»

## وجهات النظر

### الآراء حول الإسلام
في عام 2009، قالت «جابرييل» أن الإسلام «يعزز التعصب والعنف»، وأن «المسلمين المعتدلين يجب أن ينظموا هؤلاء المستنيرين والمتعلمين من المسلمين الغربيين في المجتمع لبدء حوار لمناقشة إمكانية إصلاح الإسلام كما تم إصلاح المسيحية واليهودية من قبل.» تقول أن هناك «سرطان يسمى Islamofascism يدعو لعالم يكون فيه التطرف هو السائد». في يونيو / حزيران 2014، قالت جبريل أن «المتطرفين يقدرون بما بين 15 إلى 25 في المئة» في جميع أنحاء العالم. في مقابلة مع الأخبار اليهودية الأسترالية، قالت أن «المسلم الممارس الذي يتمسك بتعاليم القرآن-الأمر ليس بهذه البساطة- بل المسلم الذي يذهب إلى المسجد كل يوم جمعة ويصلي خمس مرات في اليوم، والذي يعتقد أن القرآن هو كلام الله اولذي يعتقد أن محمد هو الرجل المثالي هو مسلم متطرف».

### الصراع العربي–الإسرائيلي
بشأن حل الدولتين، قالت «جابرييل»: «إجبار إسرائيل على قبول حل الدولتين هو غير مقبول إلا إذا اضطر الفلسطينيون أولا إلى تنظيف قانونهم والقضاء على الكراهية من الكتب المدرسية لتعليم التسامح، والوعظ بقبول إسرائيل واليهود باعتبارهم جيران».

## انتقادات
يرى كل من المحرر مايكل يانج من Now Lebanon وفرانكلين لامب من الأهرام الأسبوعية أن جبريل تفرط في تبسيط الصراع في جنوب لبنان كحرب بين المسلمين ضد المسيحيين. زعم لامب أنها كانت تعيش بشكل طبيعي نسبيا خلال الحرب الأهلية اللبنانية، بينما يانج، على النقيض، وصف رواية جابرييل لتجربتها في الصراع بأنها «مبالغ فيها»، ووصفها بالخداع.
ادعى مركز قانون الحاجة الجنوبي أن !ACT تعتبر «أكبر جماعة ضد المسلمين في البلاد»، ووصفها مجلس العلاقات الإسلامية الأمريكية بأنها «واحدة من المصادر الرئيسية لتزايد التعصب ضد المسلمين في أمتنا». وفقا لصحيفة الغارديان، فإن المنظمة «تعرف على نطاق واسع بأنها ضد المسلمين».
وفقا لبيتر بينارت من ذا أتلانتيك «فإن المنظمة أدانت المدن ذات العدد الكبير من السكان المسلمين لتقديمها الأغذية الحلال في المدارس العامة. في عام 2013، حث فرع هيوستن منها الأعضاء على» الاحتجاج«على شركات المواد الغذائية التي تعلن أن لحومها متوافقة مع قانون غذاء الشريعة الإسلامية. تحاول ACT! إقناع اليهود والمسيحيين بعدم إجراء حوار أديان مع المسلمين. وفي الكثير من الولايات، فقد ضغطت على المجالس المحلية والمدرسية لتطهير الكتب من المراجع التي تخلق» مقارنة غير دقيقة بين الإسلام والمسيحية واليهودية.""
وفقا للوري Goodstein من نيويورك تايمز، غابرييل «تعرض صورة للإسلام مبنية على التدمير والهيمنة لدرجة تجعل صورتها للإسلام لا يمكن التعرف عليها من قبل هؤلاء الذين يدرسون أو يمارسون الدين». Goodstein تقول أن جابرييل «تصر على أنها فقط تتحدث عن» الإسلام الراديكالي«أو المسلمين» المتطرفين«— وليس الغالبية العظمى من المسلمين أو دينهم. وعلى الرغم من ذلك، في خطاباتها وكتبها تعطي الانطباع المعاكس لما تقوله.»
بزفيد نيوز وصفتها بأنها «الزعيمة الأكثر تأثيرا في التيار المعادي للإسلام متزايد النفوذ.» بيتر بينارت من ذا أتلانتيك وصفها بأنها «الناشطة الأبرز في أمريكا ضد المسلمين.»
ستيفن لي، الذي عمل في الدعاية في مطبعة سانت مارتن لكتاب جابرييل الثاني، وصف جابرييل بأن لها وجهات نظر «متطرفة»، وديبورا سليمان من مجلة نيويورك تايمز، التي أجرت مقابلة مع جابرييل في آب / أغسطس 2008، وصفتها بأنها «متطرفة معادية للإسلام». وفقا لكلارك هويت من «نيويورك تايمز»أكثر من 250 شخص كتبوا للاحتجاج على تلك التسمية في الأيام التي تلت ذلك. حسين ابيش، الباحث في معهد دول الخليج العربية في واشنطن، قال إن «أجيندتها هي كراهية نقية» وأن لديها «كراهية مرضية للمسلمين والعرب الآخرين». رفضت جابرييل الإدعاء.

### إثارة الجدل في المناظرات
عندما دعيت جابرييل إلى الكلام كجزء من سلسلة من المحاضرات التي نظمها المجتمع اليهودي في جامعة ديوك في تشرين الأول / أكتوبر 2004، أثارت غضب العديد من الحاضرين بعد الإشارة إلى العرب بـ «البرابرة». اعتذر مركز فريمان للحياة اليهودية في جامعة ديوك في وقت لاحق عن تعليقاتها. عقب خطاب لها في حملة المرأة التابعة لاتحاد أوتاوا اليهودي في تشرين الثاني / نوفمبر 2008، سجل العديد من الحضور احتجاجاتهم، مما دعى ميتشل بيلمان، الرئيس والمدير التنفيذي للاتحاد، إلى كتابة رسالة اعترف فيها بأن جابرييل ذكرت «تعميمات غير مقبولة عن العرب والمسلمين،» ونأى بمنظمته عن آرائها.

في عام 2007 في المؤتمر السنوي لمسيحيون متحدون من أجل إسرائيل، ألقت خطابا تضمن ما يلي:
الفرق يا أصدقائي بين إسرائيل والعالم العربي هو الفرق بين الحضارة والهمجية. إنه الفرق بين الخير والشر [تصفيق]... هذا هو ما نشهده في العالم العربي، ليس لديهم روح، ويسعون للقتل والتدمير. باسم شيء يسمونه «الله» والذي هو مختلفة جدا عن الإله الذي نؤمن به... [تصفيق] لأن إلهنا هو إله الحب.
تم وصف هذا الكلام من قبل الصحفي بروس ويلسون بأنه «خطاب كراهية» وقارن بين خطاب بريجيت غابرييل ودعاية غوبلز النازية. في آذار / مارس 2011 أثناء مقابلة مع إليوت سبيتزر على CNN، دافعت غابرييل عن خطابها، قائلة «كنت أتحدث عن كيفية تشجيع الأمهات الفلسطينيات للأطفال على الخروج وتفجير أنفسهم إلى قطع صغيرة فقط لقتل المسيحيين واليهود. وكان في هذا السياق – أن الفرق بين إسرائيل والعالم العربي، كان الفرق بين الديمقراطية والهمجية.»